# Лига монстров
«Лига монстров» (англ. Rumble) — американский анимационный фильм режиссёра Хэмиша Грива. Сюжет фильма основан на графическом романе Роба Харрелла «Монстр на холме». Главные роли в нём озвучили Джеральдин Висванатан, Уилл Арнетт, Терри Крюс.
Премьера состоялась 15 декабря 2021 года на стриминговом сервисе Paramount+. Фильм получил смешанные отзывы критиков за сценарий, персонажей и темп повествования.

## Сюжет
В мире, где сосуществуют гигантские монстры и люди, монстры соревнуются в популярном спорте, известном как монстр-рестлинг, причем каждый город имеет своего монстра-рестлера. После того как рестлер маленького городка Стокер, акулоподобный Щупостар, становится новым чемпионом мира, он объявляет, что больше не хочет представлять Стокер. Позже жителям города говорят, что если они не найдут нового рестлера, то потеряют городской стадион и доходы, что побуждает энтузиаста рестлинга Винни Койл искать нового представителя монстров для своего города.

## В ролях
- Уилл Арнетт — Стив / Рэйберн-младший[3]
  - Грейсен Ньютон — молодой Стив / Рэйберн-младший
- Джеральдин Висванатан — Винни Койл
  - Кэйя Маклин — молодая Винни
- Терри Крюс —  Щупостар[4]
- Фред Меламед — мэр
- Чарльз Баркли — Рэйберн-старший, покойный отец Стива
- Крис Юбенк —  Король Обжора, монстр-бульдог, бывший чемпион
- Бриджетт Эверетт — Леди Куд-Кудар, монстр-тукан[1]
- Бен Шварц — Джимоти Бретт-Чедли III, агент Щупостара[4]
- Брайан Баумгартнер — Клонк, монстр-бородавочник
- Джимми Татро — Гаси МакГинти / Мак, монстр, похожий на рыбу-удильщика, спортивный комментатор
- Бекки Линч — Кувалда, монстр-рептилия
- Роман Рейнс — Рамарилья Джексон, монстр-горилла с бараньими рогами
- Тони Данца — Сигги, тренер Щупостара[4]
- Сьюзан Келечи Уотсон — Мэгги Койл, мать Винни[4]
- Карлос Гомес — Джимбо Койл, покойный отец Винни
- Стивен Смит — Марк Реми, спортивный комментатор
- Майкл Баффер — диктор
- Тони Шалуб — Фред, владелец закусочной в Стокере
- Грета Ли — член совета
- Джон Ди Маджо — мужчина с татуировками, ставочник
- Джамал Дафф — Денис
- Карлос Алазраки — Нёрдл, монстр-коата

## Релиз
Дата выхода фильма в прокат не раз переносилась.
Изначально фильм должен был выйти в прокат 31 июля 2020 года. 12 ноября 2019 года дата выхода была перенесена на 29 января 2021 года Затем дата была перенесена на 14 мая 2021 года, а впоследствии — на 18 февраля 2022 года в результате пандемии COVID-19. 26 ноября 2021 года фильм был перенесён в последний раз на 15 декабря 2021 года в качестве эксклюзива Paramount+, вследствие чего театральный релиз был отменён.